# Повалий, Михаил Иванович
Михаил Иванович Повалий (1913—1986) — советский военачальник, генерал-полковник (22.02.1963).

## Биография
Родился в 1913 году. Украинец.
В Красной армии с мая 1931 года. Призван Астраханским городском военкоматом. Окончил Ленинградское Краснознамённое пехотное училище имени С. М. Кирова в 1934 году. Перед войной учился в Военной академии РККА имени М. В. Фрунзе. Член ВКП(б) с 1941 года.

## Великая Отечественная война
Участник Великой Отечественной войны с июля 1941 года. Впервые капитан Повалий вступил в бой на Южном фронте под Кишинёвом, будучи помощником начальника 1-го  (оперативного) отделения штаба 9-й армии Южного фронта. Участник оборонительного сражения в Молдавии, Тираспольско-Мелитопольской и Донбасско-Ростовской оборонительных операций, Барвенково-Лозовской наступательной операции, битвы за Кавказ (в том числе Туапсинской оборонительной операции).
К началу советского наступления на Кавказе в январе 1943 года был уже старшим помощник начальника оперативного отдела штаба Черноморской группы войск Северо-Кавказского фронта в звании подполковника.
С 1943 года и до Победы — начальник оперативного отдела штаба 47-й армии на Степном, Воронежском, 1-м Украинском, Белорусском, 2-м Белорусском и 1-м Белорусском фронтах. Участвовал в Белгородско-Харьковской операции, в битве за Днепр, Люблин-Брестской, Варшавско-Познанской, Восточно-Померанской и Берлинской наступательной операциях. Ранен в феврале 1944 года.

## После войны
После войны находился на высоких штабных должностях. В октябре-ноябре 1956 года находился в Венгрии в составе группы руководства Генерального штаба СССР и принимал участие в боевых действиях при подавлении Венгерского восстания.
Начальник Главного оперативного управления Генерального штаба Вооружённых Сил СССР с 30.12.1962 по 17.10.1969 года. Затем несколько лет был первым заместителем начальника Военной академии Генерального штаба Вооружённых Сил СССР.
Скончался в 1986 году. Похоронен на Кунцевском кладбище г. Москвы.

## Награды
СССР
- три ордена Ленина (10.01.1944[6], 30.12.1956[7], 22.02.1968[8])
- пять орденов Красного Знамени (5.11.1941[9], 25.08.1944[10], 19.11.1951[7], 18.12.1956[11], 21.02.1969[12])
- орден Кутузова 1-й степени (31.05.1945[13])
- орден Богдана Хмельницкого 1-й степени (06.04.1945[14])
- два ордена Отечественной войны 1-й степени (22.02.1943[15], 11.03.1985[16])
- орден Трудового Красного Знамени
- два ордена Красной Звезды (05.11.1941[17], 05.11.1946[7])
- орден «За службу Родине в Вооружённых Силах СССР» 3-й степени (30.04.1975)
- медаль «За боевые заслуги» (3.11.1944)[7]
- медаль «За оборону Кавказа»
- медаль «За освобождение Варшавы»
- медаль «За взятие Берлина»
- медали СССР

Других стран
- Бронзовая звезда (США)[18]
- Орден «Virtuti Militari» IV класса (ПНР-19.12.1968)[19]
- Орден «Крест Грюнвальда» III класса (ПНР)[19]
- Медаль «За Варшаву 1939—1945» (ПНР)[19]
- Медаль «За Одру, Нису и Балтику» (ПНР)[19]
- Медаль «Победы и Свободы» (ПНР)[19]
- Орден Красного Знамени  (МНР-09.07.1968)[20]
- Медаль «30 лет Халхин-Гольской Победы»  (МНР-15.08.1969)[20]
- Медаль «40 лет Халхин-Гольской Победы»  (МНР-26.11.1979)[20]
- Медаль «За укрепление дружбы по оружию» 1-й степени (ЧССР-1970)[21]
- Медаль «30 лет освобождения Чехословакии Советской Армией»  (ЧССР-22.08.1974)[21]

## Сочинения
- Повалий М. И. Коммунист, воин, патриот (К 85-летию со дня рождения Маршала Советского Союза Р. Я. Малиновского). // Военно-исторический журнал. — 1983. — № 11. — С.68-73.